# Headingley

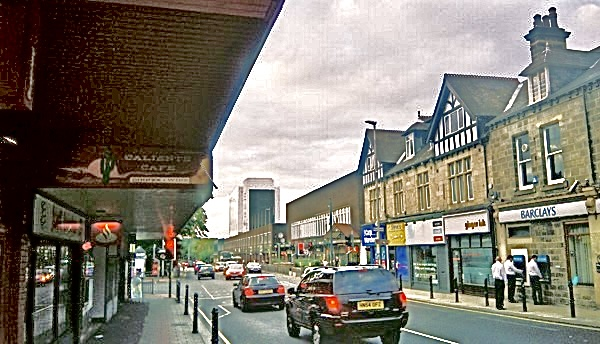
Otley Road

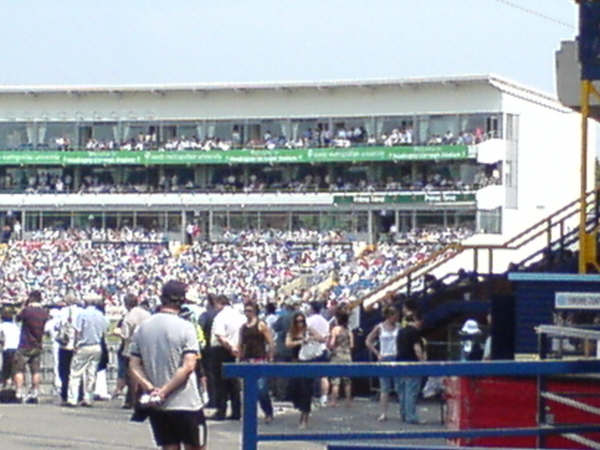
Headingley Stadium

Headingley ist ein Vorort von Leeds, West Yorkshire, UK. Das Gebiet ist bekannt für das Headingley Stadium, wo Cricket, Rugby League und in jüngster Zeit Rugby Union gespielt werden. In Headingley befindet sich ein Campus der Leeds Metropolitan University.

## Persönlichkeiten
- Frances Darlington (1880–1940), Bildhauerin

Koordinaten: 53° 50′ N, 1° 35′ W